# Gipton
Gipton är en stadsdel i östra Leeds.

## Historia
Gipton nämns för första gången 655 soldater i kung Penda slog läger här innan slaget vid Whinmoor. Den ödelades efter Vilhelm Erövrarens härjningen av norra England.